# Leptosiphon pygmaeus
Leptosiphon pygmaeus är en blågullsväxtart. Leptosiphon pygmaeus ingår i släktet Leptosiphon och familjen blågullsväxter.

## Underarter
Arten delas in i följande underarter:
- L. p. continentalis
- L. p. pygmaeus